# Sabina Adamczyková
Sabina Adamczyková (* 1956 Praha) je česká knihovnice, bibliografka, vedoucí knihovny Ústavu dějin umění AV ČR do roku 2022.

## Profesní život
Sabina Adamczyková se narodila v Praze v roce 1956 do rodiny dramaturga, překladatele a publicisty Karla Krause. Z politických důvodů nebyla přijata k řádnému studiu na vysokou školu a pracovala v Knihovně Divadelního ústavu v Praze. Později dálkově vystudovala katedru vědeckých informací a knihovnictví na Filosofické fakultě Univerzity Karlovy. Díky angažovanosti svého otce v disentu se podílela na opisování samizdatových textů a po zatčení Otty Bednářové i textů samizdatové edice Petlice (1970–1990). V roce 1981 ukončila studia diplomovou prací Informační fondy v oboru divadla a jejich optimalizace.
Po ukončení studia působila nadále v knihovně Divadelního ústavu. Titul PhDr. obhájila v roce 1987. Její knihovnická a bibliografická práce pokračovala v oborovém informačním středisku OBIS jako zástupce pro VTEI a krátce v Kabinetu pro studia řecká, římská a latinská ČSAV. V roce 1986 nastoupila do knihovny Ústavu dějin umění Akademie věd ČR, kde na pozici vedoucí knihovny působila do roku 2022. Zpracovávala bibliografické záznamy o výsledcích vědeckého výzkum, byla zodpovědná za exporty dat a správu odborných databází v Ústavu dějin umění, za nákup českých i zahraničních odborných publikací a zpracování podkladů pro hodnocení instituce. Od roku 2018 vedla projekt retrokonverze lístkového katalogu knihovny do knihovnického systému Aleph. Podílela se na získání 76 svazků soupisu světových grafických sbírek The Illustrated Bartsch prostřednictvím International Foundation for Art Research (New York) i na pokračujícím doplňování dalších svazků díky podpoře Samuel H. Kress Foundation. Knihovna v roce 2020 dostala darem od historičky Bianco Kühnel z jeruzalémské univerzity 3000 knih, periodik, separátů a dizertačních prací v různých světových jazycích, nejstarší z roku 1889. Provdala se za Vladimíra Adamczyka, pedagoga na DAMU, jejich synem je herec Marek Adamczyk. Žije v Praze.

## Dílo
- Knihy o divadle: soupis českých publikací 1971-1980. Praha: Divadelní ústav, 1986. 108 s. Bibliografické soupisy knihovny Divadelního ústavu; sv. 11.
- KRAUS, Karel: Divadlo ve službách dramatu. Bibliografii sestavila Sabina Adamczyková. Praha: Divadelní ústav 2001. 638 s. ISBN 80-7008-113-9
- KONEČNÝ, Lubomír, ed., HAUSENBLASOVÁ, Jaroslava, ed. a ŠRONĚK, Michal, ed. ADAMCZYKOVÁ Sabina: Ústav dějin umění AV ČR 1953-2003 =: Institute of Art History, AS CR 1953-2003. Vydání 1. Praha: Artefactum, 2003. 176 stran. ISBN 80-903230-4-9
- MÁLKOVÁ, Iva. Tvůrčí osobnost Františka Hrubína, bibliografie. Rejstřík a poznámky k bibliografii Sabina ADAMCZYKOVÁ . Ostrava: Host 2009. 333 s. ISBN 978-80-7294-372-2